# Ol-Erstjärnen
Ol-Erstjärnen är en sjö i Bräcke kommun i Jämtland och ingår i Ljungans huvudavrinningsområde.